# Хорунжий, Анатолий Мефодьевич
Анатолий Мефодьевич Хорунжий (укр. Анатолій Мефодійович Хорунжий, 5 ноября 1915, с. Маломихайловка (ныне Покровского района, Днепропетровской области, Украина) — 1991) — украинский советский писатель и журналист.

## Биография
Родился в крестьянской семье. Рано стал помогать отцу по хозяйству.
Трудовую жизнь начал арматурщиком на заводе, позже сотрудничал в районной газете.
В 1938 окончил в Харькове Украинский коммунистический институт журналистики. Работал в редакции газеты «Кировоградская правда», возглавлял 
Кировоградское литературное объединения «Степ».
А. Хорунжий — участник Великой Отечественной войны, до 1945 фронтовой корреспондент газеты Второй воздушной армии «Крылья Победы» Первого Украинского фронта.
В своих мемуарах «Жизнь в авиации» маршал авиации Степан Красовский пишет: 

«В 12 часов 1 мая 1945 года с аэродрома Альтене поднялись в воздух две группы самолетов-истребителей... К Берлину подошла группа, которую вел Герой Советского Союза В.К. Ищенко. В ней летели командир 1-го гвардейского истребительного полка И.А. Малиновский, летчики И.Д. Свиридов, А.Т. Фролов, Е.А. Антонов. Знамя находилось на борту самолета Малиновского. Во второй кабине Як-9 находился специальный корреспондент армейской газеты капитан А. М. Хорунжий. По команде летчика над рейхстагом Хорунжий развернул алое шестиметровое полотнище с надписью «Победа» и опустил за борт...»
Много усилий после войны отдал писатель журналистской работе: заведовал отделами редакций журналов «Вітчизна», «Дніпро», был редактором газеты «Литературная Украина».
Свои первые рассказы и очерки напечатал во фронтовых газетах в годы Великой Отечественной войны. В армейской газете «Крылья победы» печаталась с продолжением его повесть «Ветрам навстречу». 
Первая опубликованная книга Хорунжего — «Буковинские рассказы» («Буковинські оповідання», 1949). 
Автор нескольких книг очерков, рассказов, повестей: «На целинных землях» (1954), «Незаконченный полёт» (1958, русский перевод Е. Весенина — 1961), «Город над нами» (1962), «Чёрная бурка», «Три вербы» (1964), «Освещённый зорями» (1967), «Вечерняя дорога», «Последний», «Незабываемые вёсны», «Сильнее океана» (1978), «Супрун» (1980) и другие. В соавторстве с М. Девятаевым написал документальную повесть «Побег с острова Узедом» («Втеча з острова Узедом», 1969; рус. пер. под назв. «Полёт к солнцу», 1972).
Главная тема повестей и рассказов А. Хорунжего — героизм и мужество советских лётчиков в годы минувшей войны и в мирные дни. В основе большинства его произведений лежат подлинные события и факты. Автор передаёт суровую атмосферу грозных дней войны, пишет о настоящей силе боевой дружбы, товариществе, красоте подвига во имя Отчизны.
В литературном записи А. Хорунжего увидели свет воспоминания прославленных воздушных асов: А. Покрышкина — «Небо войны», В. Лавриненкова — «Возвращение в небо», В. Ефремова — «Эскадрильи летят за горизонт».
Соавтор сценария документального фильма «Крылья Победы» (1973).
Скончался в 1991 году, похоронен на Байковом кладбище Киева.
Награждён серебряной медалью имени Александра Фадеева (1976).